# Campionats del món de ciclocròs de 1971
Els Campionats del món de ciclocròs de 1971 foren la 22a edició dels mundials de la modalitat de ciclocròs i es disputaren el 28 de febrer de 1971 a Apeldoorn, Gelderland, Països Baixos. Es disputaren dues proves masculines.

## Resultats
| Prova                   | Or                          | Or         | Plata                      | Plata | Bronze                           | Bronze   |
| Cursa elit masculina    | Eric De Vlaeminck · Bèlgica | 1h 00' 10" | Albert Van Damme · Bèlgica | + 10" | René De Clercq · Bèlgica         | + 2' 40" |
| Cursa amateur masculina | Robert Vermeire · Bèlgica   | 54' 35"    | Dieter Uebing · RFA        | + 6"  | Jacques Spetgens · Països Baixos | + 31"    |

## Classificacions

### Classificació de la prova masculina elit
| Pos. | Ciclista                  | País          | Temps      |
| ---- | ------------------------- | ------------- | ---------- |
|      | Eric De Vlaeminck         | Bèlgica       | 1h 00' 10" |
|      | Albert Van Damme          | Bèlgica       | + 10"      |
|      | René De Clercq            | Bèlgica       | + 2' 40"   |
| 4    | Peter Frischknecht        | Suïssa        | + 2' 54"   |
| 5    | Hermann Gretener          | Suïssa        | + 3' 42"   |
| 6    | Julien Van Den Haesevelde | Bèlgica       | + 3' 45"   |
| 7    | Renato Longo              | Itàlia        | + 3' 55"   |
| 8    | Charles Rigon             | França        | + 4' 01"   |
| 9    | Cees Zoontjens            | Països Baixos | + 4' 58"   |
| 10   | John Atkins               | Regne Unit    | + 5' 27"   |

### Classificació de la prova masculina amateur
| Pos. | Ciclista            | País           | Temps    |
| ---- | ------------------- | -------------- | -------- |
|      | Robert Vermeire     | Bèlgica        | 54' 35"  |
|      | Dieter Uebing       | RFA            | + 6"     |
|      | Jacques Spetgens    | Països Baixos  | + 31"    |
| 4    | Ekkehard Teichreber | RFA            | + 37"    |
| 5    | Gertie Wildeboer    | Països Baixos  | + 53"    |
| 6    | Christopher Dodd    | Regne Unit     | + 1' 03" |
| 7    | Jakob Küster        | Suïssa         | + 1' 10" |
| 8    | Jiří Murdych        | Txecoslovàquia | + 1' 21" |
| 9    | Albert Scheffer     | Països Baixos  | + 1' 40" |
| 10   | Jean-Michel Richeux | França         | + 1' 47" |

## Medaller
| Pos. | País          | Or | Plata | Bronze | Total |
| 1    | Bèlgica       | 2  | 1     | 1      | 4     |
| 2    | RFA           | 0  | 1     | 0      | 1     |
| 3    | Països Baixos | 0  | 0     | 1      | 1     |